# Gonzalo Aemilius
Gonzalo Aemilius (ur. 18 września 1979 w Montevideo) – urugwajski duchowny rzymskokatolicki, prałat honorowy Jego Świątobliwości, osobisty sekretarz papieża Franciszka od 2020 do 2023.

## Życiorys
Święcenia kapłańskie otrzymał 6 maja 2006.
W 2020, po rezygnacji Fabiàna Pedacchio został wybrany w jego miejsce na pierwszego sekretarza papieża Franciszka. W 2023 złożył rezygnację ze stanowiska. Został zastąpiony przez Daniela Pellizzona.